# Bogusław Barnaś
Bogusław Barnaś (ur. w Mielcu) – polski architekt, projektant, nauczyciel akademicki.

## Życiorys

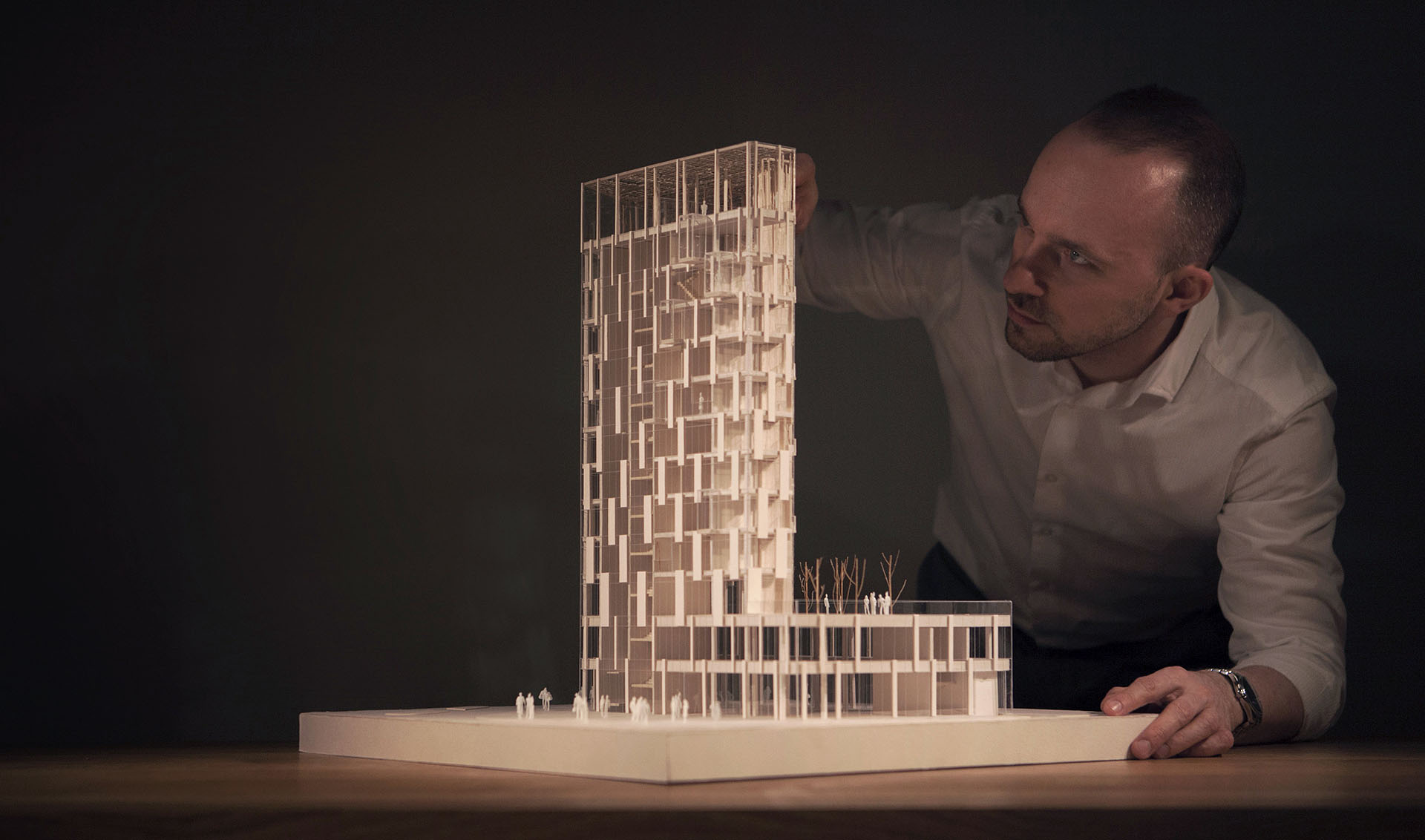
Eco Warsaw Tower

Bogusław Barnaś jest absolwentem Wydziału Architektury Politechniki Krakowskiej oraz Wydziału Architektury Fachhochschule Münster. Doświadczenie zawodowe zdobywał w Polsce, Anglii oraz Szkocji, pracując m.in. w Londynie u Normana Fostera – jednego z najwybitniejszych współczesnych architektów na świecie, pracowni Make Architects oraz krakowskiej pracowni Ingarden & Ewy Architekci. W grudniu 2009 roku założył interdyscyplinarną pracownię projektową BXB studio.
Projektował budynki i założenia urbanistyczne m.in. w Polsce, Szwajcarii, Wielkiej Brytanii, Szwecji, Arabii Saudyjskiej, Korei Południowej i Jordanii.
W swojej działalności projektowej poszukuje syntezy człowieka z naturą, łączy zakorzenioną od wieków tradycję z nowoczesnym zrównoważonym rozwojem. Czerpie inspiracje z rodzimych wzorców, odwołuje się do bogatej polskiej kultury, przetwarzając historyczne motywy w nowoczesny współczesny design.
Zaliczony do grona 20 najbardziej utalentowanych młodych architektów wg brytyjskiego wydawnictwa Wallpaper* oraz 10 polskich architektów wg Property Design. Laureat prestiżowych nagród międzynarodowych jak The Plan Award za Dom Polski – po raz pierwszy przyznana za dom jednorodzinny z Polski, The Architect of the Year Award 2022 przyznana przez The Architecture Community, potrójna amerykańska nagroda MasterPrize w tym za całokształt, poczwórna włoska nagroda A’Design Award, IDA Award Bronze, podwójna nagroda PLGBC Green Building Awards za najlepsze projekty ekologiczne (Eco Warsaw Tower i Dom Symbiotyczny), niemiecka ICONIC Award oraz German Design Award, brytyjska The European Property Award, pierwsza nagroda ACD AWARD za projekt hotelu pod Wawelem oraz nagroda Global Design Award za najpiękniejszy dom świata. Pierwsza Nagroda Polska Architektura XXL 2022, Nagroda Salonu Architektury, nominacja do nagrody SARP 2022, nominacja do brytyjskiej nagrody Dezeen Awards oraz podwójna nominacja do World Building of the Year. Dwukrotny Finalista World Architecture Festival. Laureat Nagrody Roku SARP 2023 – jednej z najważniejszych nagród architektonicznych w Polsce.

## Wybrane projekty i realizacje

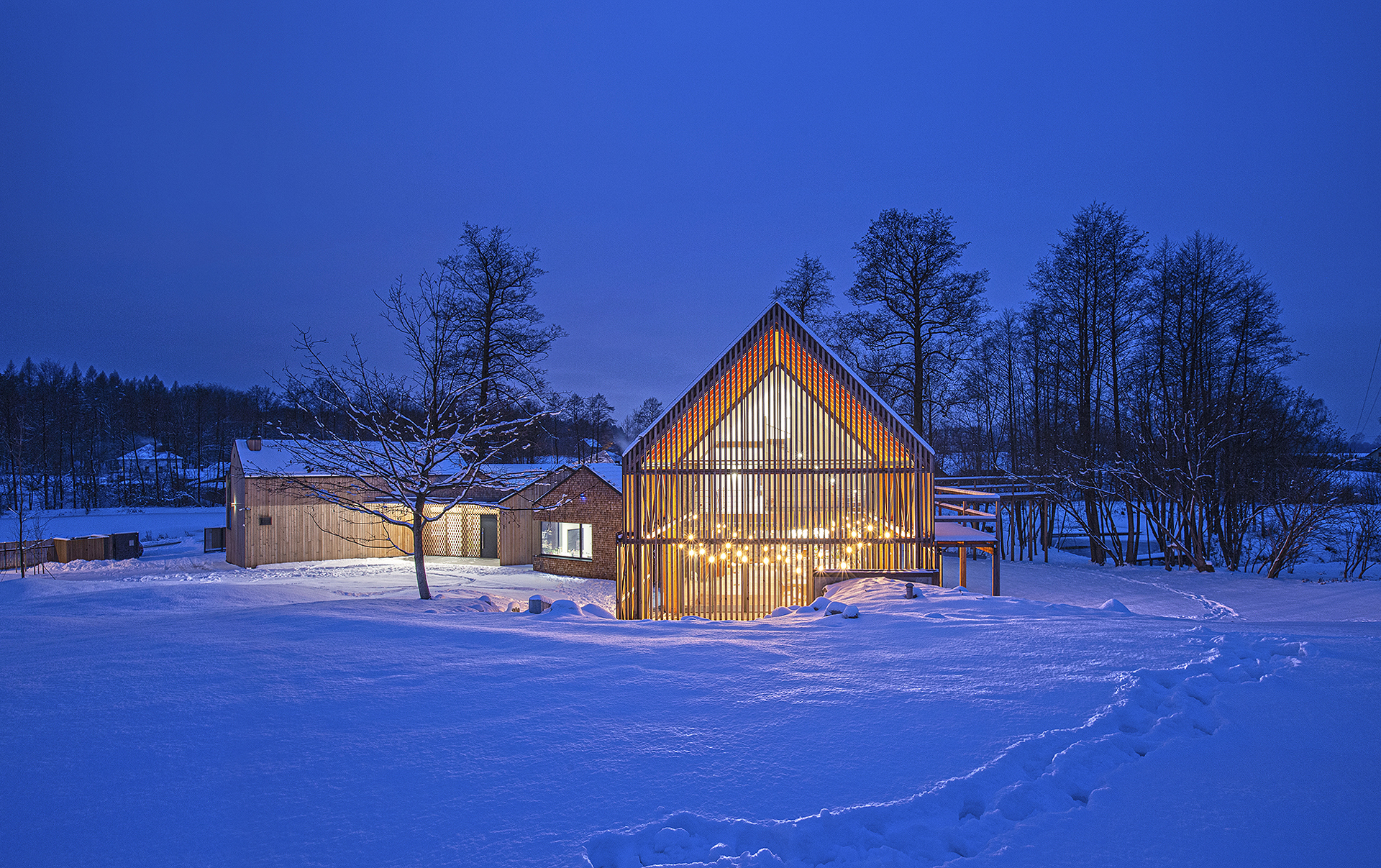
Polska Zagroda – najczęściej nagradzany dom jednorodzinny z Polski

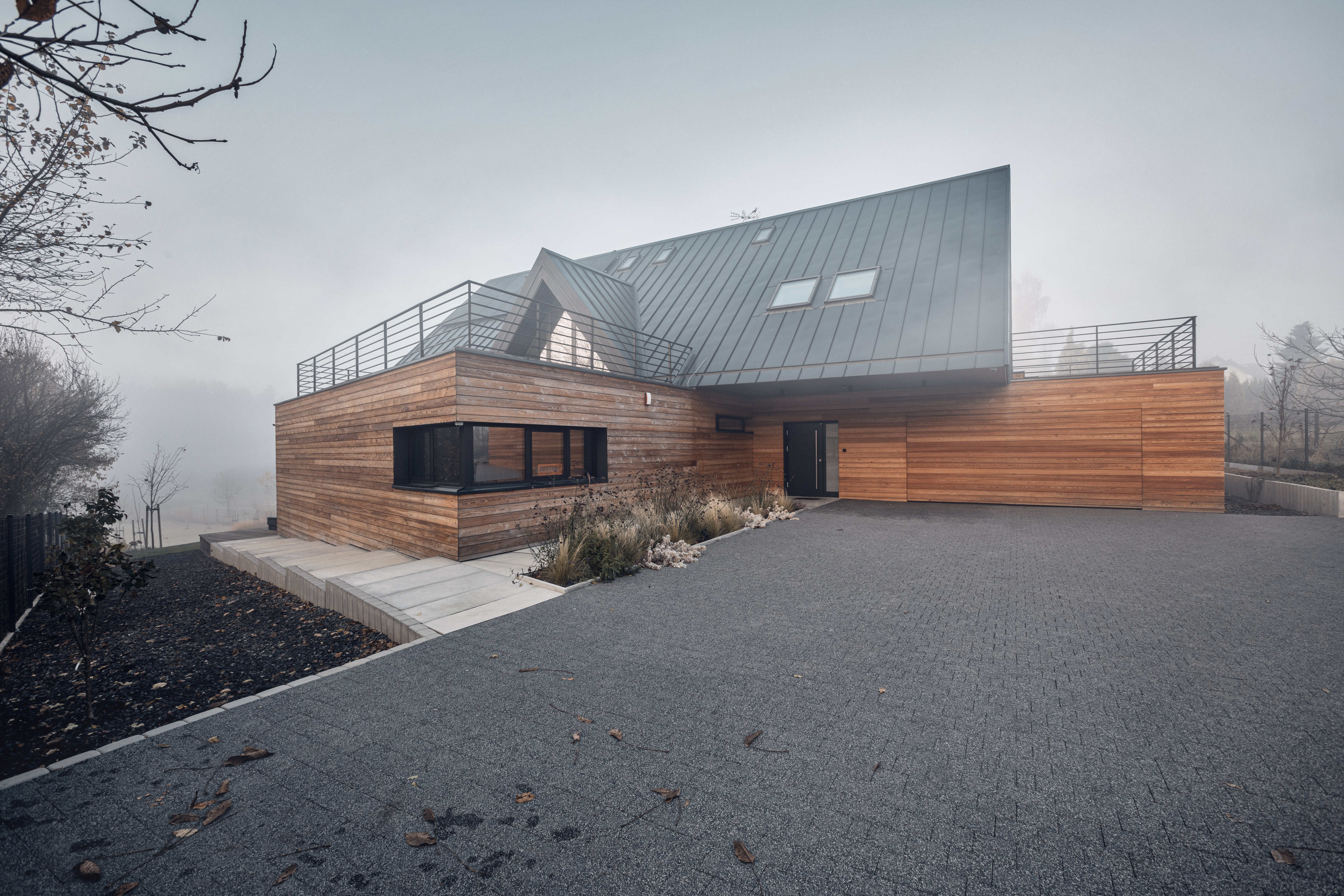
Małopolska Chata Podcieniowa

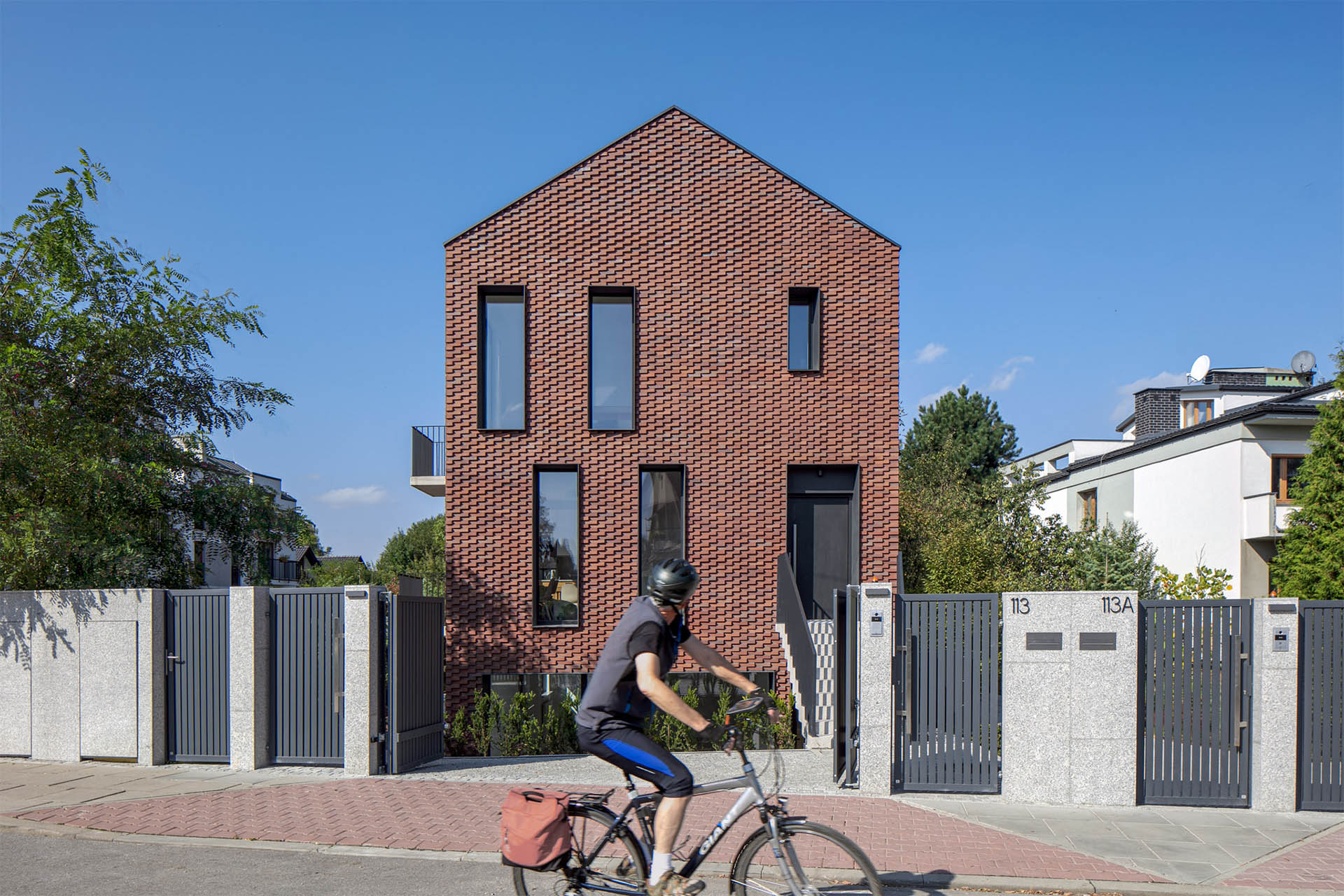
Mikrokamienica – zwycięzca Nagrody Roku SARP 2023

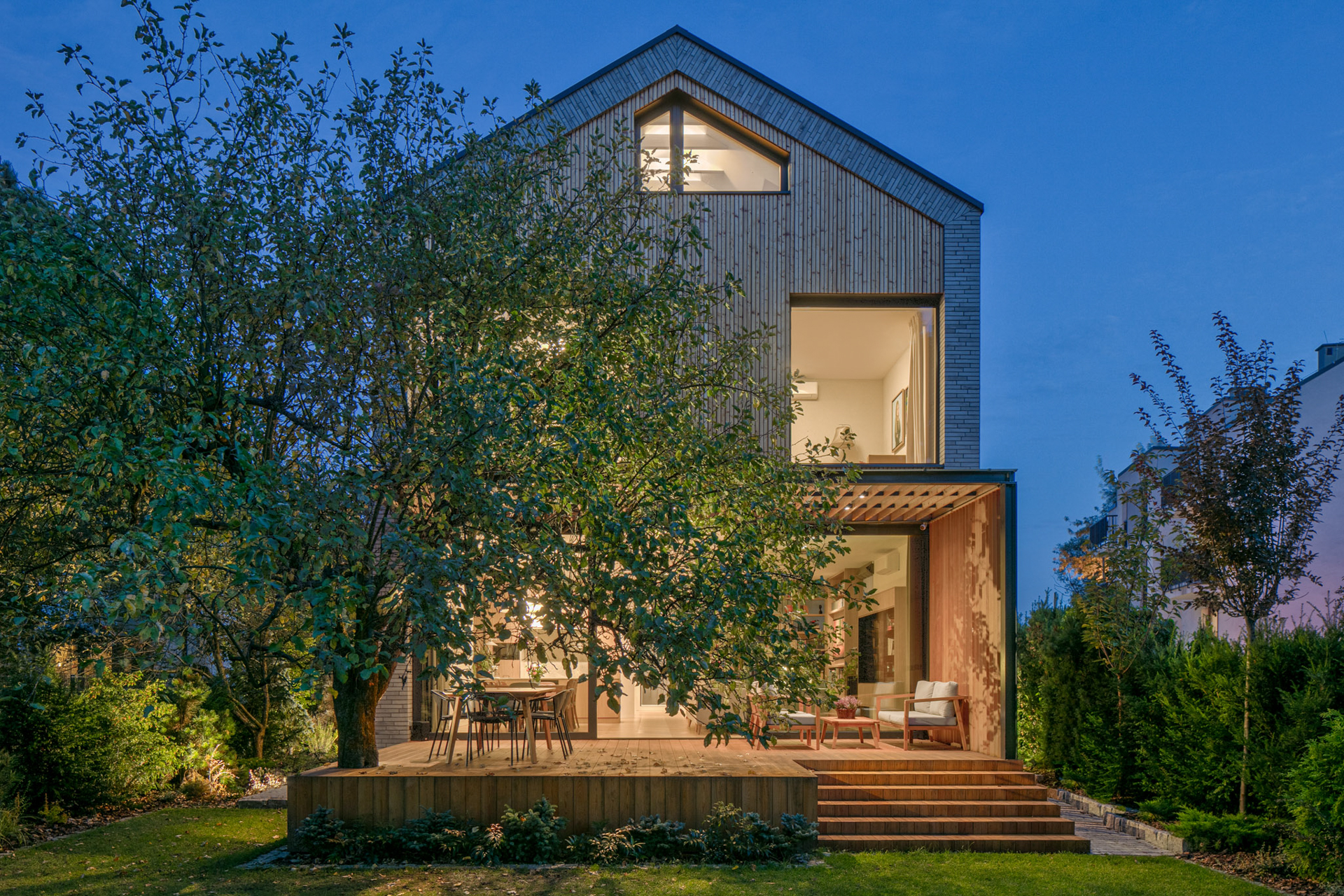
Dom z Jabłonią

- Dom Eko (projekt i realizacja: 2012-2015)[8]
- Dom Artysty (projekt: 2013)[9]
- Polski Kościółek Zrębowy (projekt: 2013–2015)[10]
- Stodoła Spotkań (projekt i realizacja: 2013–2018)[11]
- Polska Chata (projekt 2015–2019)[12]
- Małopolska Chata Podcieniowa (projekt i realizacja: 2015–2020)[13]
- Jeddah Masterplan Residential Towers (projekt: 2016)[14]
- Dom Symbiotyczny (projekt: 2016–2019)[15]
- Eco Warsaw Tower (projekt: 2016–2018)[16]
- Mikrokamienica (projekt i realizacja: 2016-2022)[17]
- Dom z Jabłonią (projekt i realizacja: 2016-2022)[18]
- Polska Zagroda (projekt i realizacja: 2017–2020)[19]
- Dom z Prywatnym Giewontem (projekt: 2018 – w trakcie realizacji)[20]
- Made in Poland – (projekt: 2019-2023; w trakcie realizacji)[21]
- Rewitalizacja zabytkowych budynków w Szwajcarii – (projekt: 2020-2022)[22]
- Podcieniowy Domek (projekt: 2021-2022; w trakcie realizacji)[23]
- Dom Szwajcarski (projekt: 2021-2023)[24]
- Kamienica Krakowska pod Wawelem (projekt: 2022)[25]
- Dom z Grotą – (projekt: 2022 – 2023; w trakcie realizacji)[26]

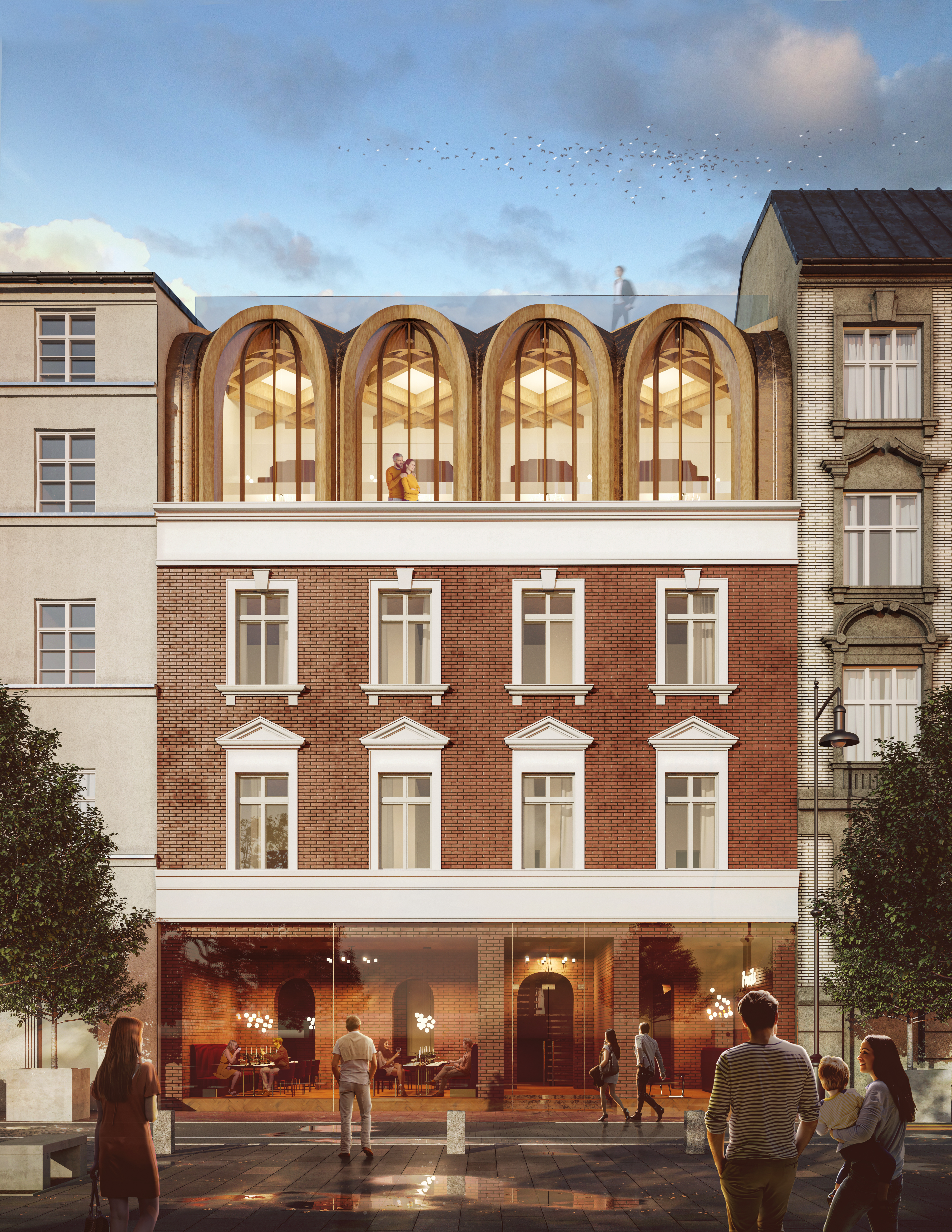
Krakowska Kamienica pod Wawelem – laureat nagrody The Plan 2023

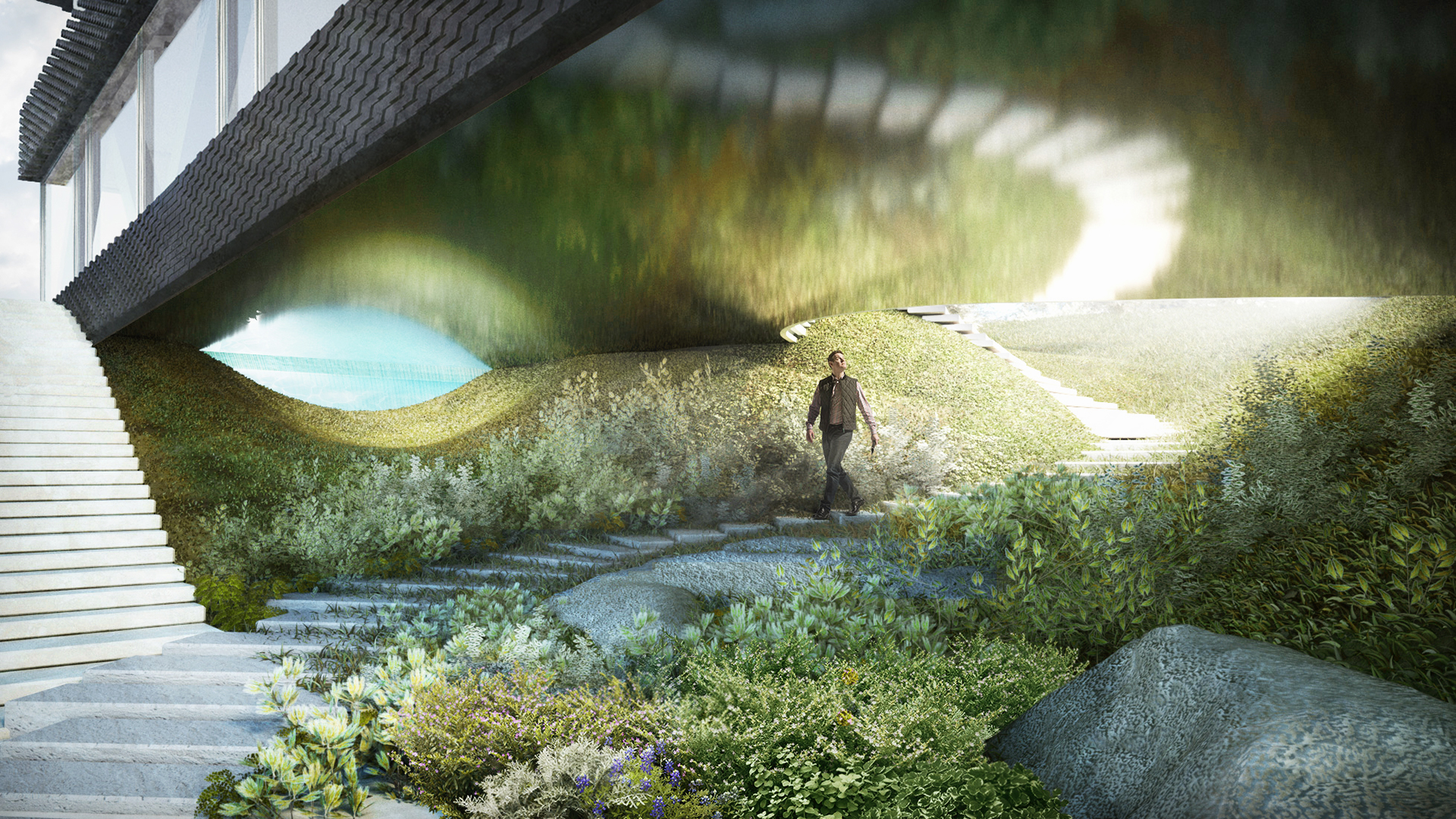
Dom z Grotą – finalista World Architecture Festival 2023

## Nagrody i wyróżnienia
- 20 Architektów Świata Według Wallpaper – 2014[27]
- Nagroda World Architecture Community – 21 cyklu konkursu – 2015[28]
- 15 Najlepszych Architektów Przed Czterdziestką – 2015[29]
- Nagroda World Architecture Community Awards – 18 cykl konkursu – 2015[30]
- Nagroda Architekci Małopolski – 2017[31]
- 10 Najbardziej Ekologicznych Inwestycji – 2018[32]
- PLGBC Green Building Awards – 2018[33]
- Top 25 Architektów Według Property Design[34]
- 10 Najlepszych Domów Roku 2019 WEDŁUG MURATOR – 2019[35]
- TOP 10. Najciekawsze domy zrealizowane – 2020[36]
- Nagroda w Konkursie Salon Architektury – 2021[37]
- Global Architecture & Design Awards – 2021[38]
- Nagroda European Property Awards – 2021[39]
- German Design Award – 2022[40]
- A’ Design Award and Competition (podwójna nagroda) – 2022[41]
- World Architecture Festival (finalista) – 2022[42]
- Dezeen Awards – 2022[43]
- Iconic Awards – 2022[44]
- The Plan Award – 2022[45]
- Architecture MasterPrize (potrójna nagroda) – 2022[46]
- Rethinking the Future – Architecture Construction & Design Awards – 2022[47]
- V4 Family Houses – 2022[48]
- Outstanding Property Award London (OPAL) – 2022[49]
- The Architect of the Year Awards – 2022[50]
- IDA Design Awards – 2022[51]
- MocArty RMF Classic (nominacja) – 2022[52]
- Nagroda Roku SARP (nominacja) – 2022[53]
- ArchDaily Building of the Year Awards (nominacja) – 2023[54]
- London International Creative Competition – 2023[55]
- Urban Design & Architecture Design Awards – 2023[56]
- Plebiscyt – Polska Architektura XXL – 2023[57]
- Nagroda Roku SARP – 2023[58]
- BLT Built Design Awards – 2023[59]
- LOOP Design Awards – 2023[60]
- The Plan Award – 2023[61]
- A’ Design Award and Competition – 2023[62]
- World Architecture Festival (finalista) – 2023[63]
- LOOP Design Award – 2023[64]
- The Plan Award – 2023[65]
- Architecture Master Prize – 2023[66]
- Poland Urban Awards – 2023[67]
- V4 Family Houses – 2023[68]

## Wystawy i wykłady
2024
- Katowice – 4 Design Days - O tych polskich domach jest dziś głośno! - Dom z Grotą i Polska Zagroda[69]
- Stalowa Wola - Tradycyjne budownictwo drewniane we współczesnej architekturze[70]
- Kraków – Domy Jednorodzinne w Krajach Grupy Wyszehradzkiej[71]

2023
- Strasburg – Europejskie Dni Architektury[72]

2022
- Katowice – 4 Design Days – Designerskie Domy – Małopolska Chata Podcieniowa[73]
- Katowice – 4 Design Days – Neutralność klimatyczna w budownictwie – Eco Warsaw Tower[73]

2021
- Lublin – Wieczór z Bogusławem Barnasiem – ArchEvent[74]
- Szczecin – Wieczór z Bogusławem Barnasiem – ArchEvent[75]

2020
- Tradycja i innowacja w architekturze – Projekt Polskiej Zagrody[76]

2019
- Kraków – Debata – Bogusław Barnaś, Przemo Łukasik, Dawid Hojok, Rafał Romanowski[77]
- Katowice – 4Buildings – MCK – Dom z Prywatnym Giewontem, Dom Symbiotyczny[78]
- Coventry University – International Symposium[79]
- Katowice – 4 Design Days

2018
- Warszawa – Centrum Praskie Koneser – Smart Wnętrza – Debata[80]
- Warszawa – W trosce o przyszłe pokolenia – architektura zrównoważona i zakorzeniona w tradycji[81]
- Kraków – Forum Dobrego Designu – Proces projektowy[82]
- Rzeszów – International Congress – Przyszłość ludzkiej przestrzeni – architektura zrównoważona[83]

2017
- Warszawa – ABB – Living Space Experience – Przyszłość ludzkiej przestrzeni – architektura zrównoważona[84]
- Belgrad – International Cengress – Future of the Human Space[85]
- Mielec – Architektura zakorzeniona w tradycji, Interfaces – Architektoniczny Sturtup[86]
- Kraków – ArchEvent – Wieczory z architekturą – BXB studio[87]
- Warszawa – ArchEvent – Wieczory z architekturą – BXB studio[88]
- Wrocław – ArchEvent – Wieczory z architekturą – BXB studio[89]
- Rzeszów – SARP – Architektoniczny StartUp[90]

2016
- Łódź Design Festival – architektoniczny Startup[91]
- World Communication Forum Davos – Łódz – Human Centered Design – Future of The Human Space[92]

2015
- Warszawa – Muzeum Historii Żydów Polskich – Polin – Forum Dobrego Designu[93]
- Stalowa Wola – Muzeum Regionalne – Dni Dizajnu – Współczesny Krajobraz Polski i świata – projekty architektoniczne w oparciu o polską tradycję budowlaną, rzemieślniczą i projektową[94]

2014
- Katowice – Galeria Sztuki Współczesnej BWA – OSSA2014[95]

2013
- Gdańsk – Warsztaty Projektowe RE: Brick- Rewitalizacja dzielnic Gdańska[96]